# Länsväg Z 535

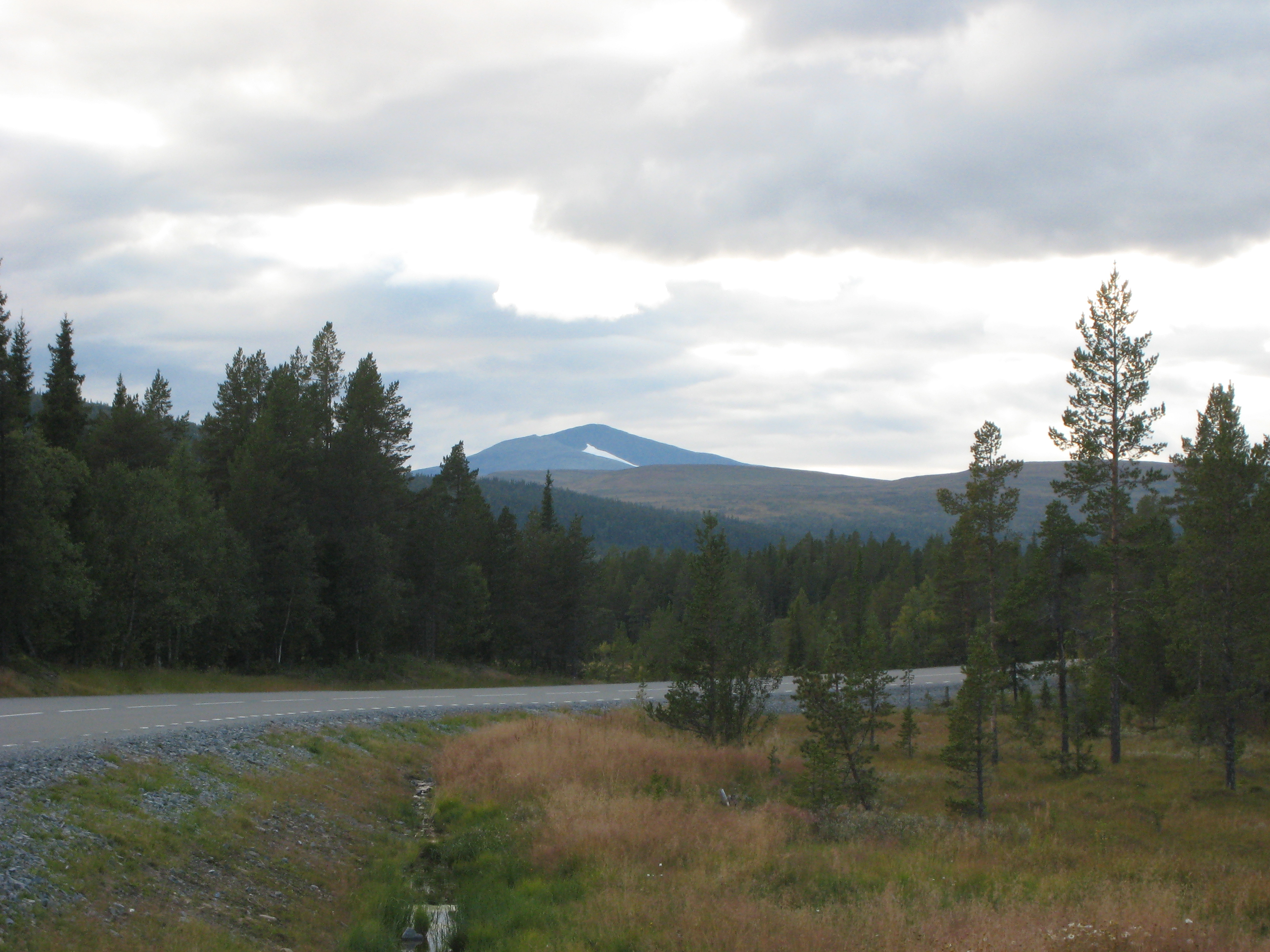
Vägen mellan Storsjö och Ljungdalen. I bakgrunden Helags.

Länsväg 535 eg. Länsväg Z-535, länsväg i Jämtlands län, går Åsarna - Börtnan - Storsjö - Ljungdalen - Kläppen norra. Vägen är belagd och har mittlinje öster om Ljungdalen, men är grusväg väster därom.
Vägnumret 535 skyltas inte och sätts inte ut på allmänna vägkartor.
Dock finns samtliga allmänna vägar publicerade bland annat i Nationell vägdatabas och på kartor kopplade till upphandling av vägentreprenad, där en del om vägstandard framgår.

## Anslutningar
Den ansluter till 
- Länsväg Z 531, Ljungdalen - Funäsdalen, den s.k. Flatruetvägen, som är högst av alla allmänna vägar i Sverige.
- Länsväg Z 522 i Storsjö
- Länsväg Z 834 i Börtnan
- E45 i Åsarna